# Bengtesgårds æng
Bengtesgårds æng er et naturreservat i Stafsinge sogn i Falkenbergs kommun, Hallands län, Sverige.
Området har været en eng; med høslæt indtil midten af det 19. århundrede, derefter græssende dyr indtil begyndelsen af det 20. århundrede, da området begyndte at vokse igen. Det blev et naturreservat i 1972 og er siden blevet traditionelt forvaltet igen. I reservatet yngler godt 20 arter, herunder natugle, vendehals og træløber.